# Euphydryas aurinia
Euphydryas aurinia là một loài bướm thuộc họ Nymphalidae. Loài này phân bố phổ biến ở vùng Cổ Bắc giới, loài này sinh sống ở các khu vực đầm lầy. Giai đoạn ấu trùng kéo dài kéo dài khoảng bảy đến tám tháng và bao gồm một giai đoạn ngủ đông trong suốt mùa đông. Ấu trùng phụ thuộc vào cây thức ăn chủ Succisa pratensis không chỉ để kiếm ăn mà còn để ngủ đông, bởi vì mạng lưới tơ được hình thành trên cây chủ khi ấu trùng xám bước vào chế độ ngủ đông. Con cái đẻ trứng thành từng đợt trên cây chủ và giống như các lớp hàng loạt khác, chọn lọc vị trí đẻ trứng vì mức độ sống sót của đàn con đối với các nhóm đẻ trứng hàng loạt gắn liền với việc lựa chọn vị trí hơn là đối với các loài đẻ trứng đơn lẻ.
Tính đến năm 2019, tình trạng bảo tồn toàn cầu của loài bướm này được coi là loài ít quan tâm, nhưng chúng đã phải đối mặt với sự suy giảm nhanh chóng và được coi là dễ bị tổn thương trong khu vực hoặc nguy cấp trên phần lớn phạm vi phân bố của chúng.

## Phân loài
E. aurinia có nhiều phân loài, các phân loài được chấp nhận rộng rãi nhất là:
- Euphydryas aurinia aurinia Trung bộ châu Âu, Nam châu Âu, Tây Siberia
- Euphydryas aurinia bulgarica (Fruhstorfer, 1916) dãy núi Carpathia
- Euphydryas aurinia laeta (Christoph, 1893) trung bộ Siberia, Altai, Sayan, Transbaikal
- Euphydryas aurinia beckeri (Lederer, 1853) Morocco (Middle Atlas, dãy núi Rif)) dải phụ của cánh sau có màu đỏ đậm tuyệt đẹp và gần như chiếm toàn bộ nửa bên ngoài của cánh, được bao bọc bên ngoài bởi các nốt sần màu đen ở giữa với màu vàng nhạt[2]
- Euphydryas aurinia barraguei (Betz, 1956) Algeria
- Euphydryas aurinia provincialis (Boisduval, 1828) (Pháp và bắc Ý)

nhưng tổng số phân loài được mô tả cao hơn nhiều, đặc biệt là ở phía đông Palaearctic. Tốt nhất có thể coi côn trùng là một siêu phân loài.
- Euphydryas aurinia debilis (Oberthür, 1909) Các khu vực núi như dãy Alps hoặc dãy núi Pyrenees.

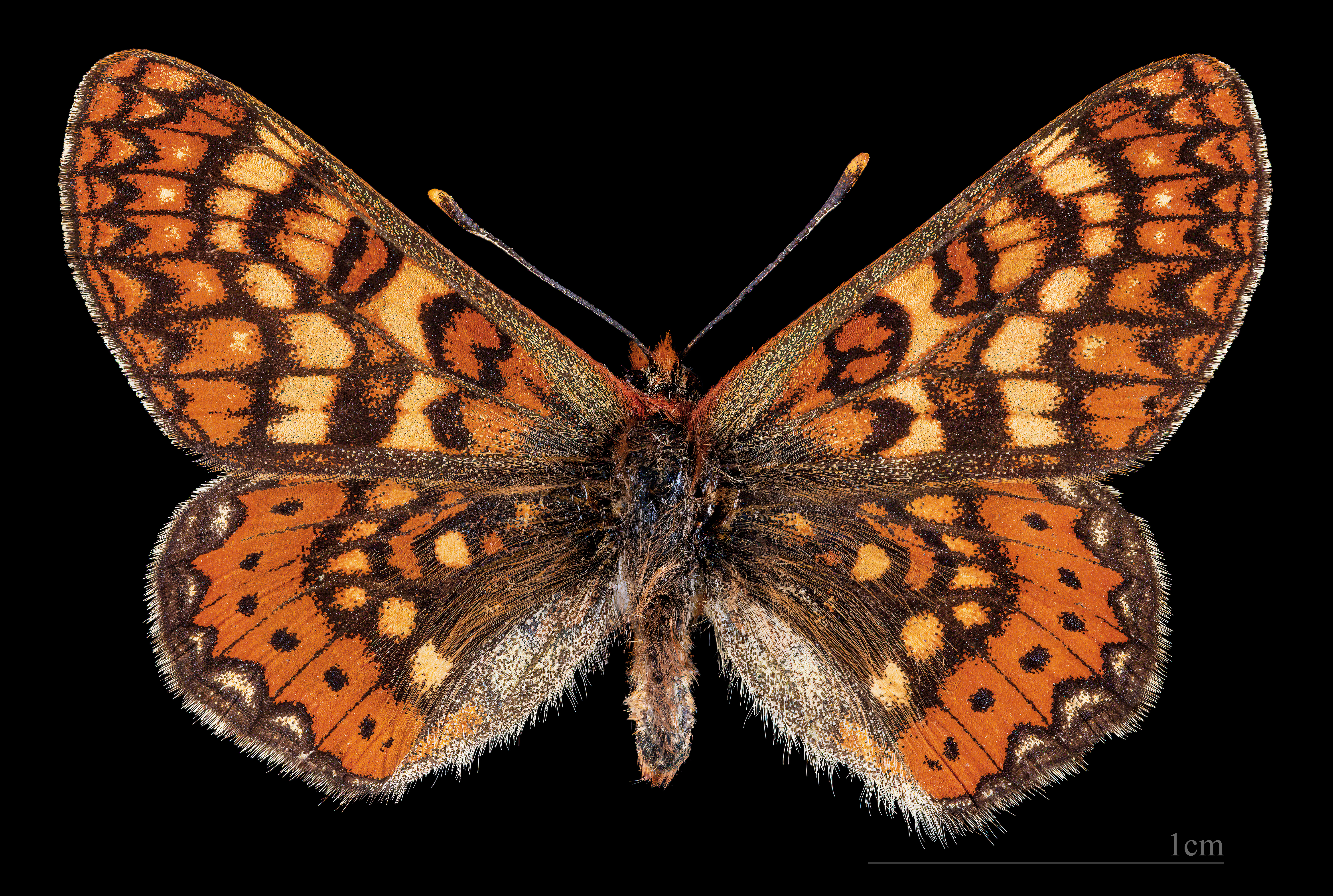
Euphydryas aurinia beckeri ♂
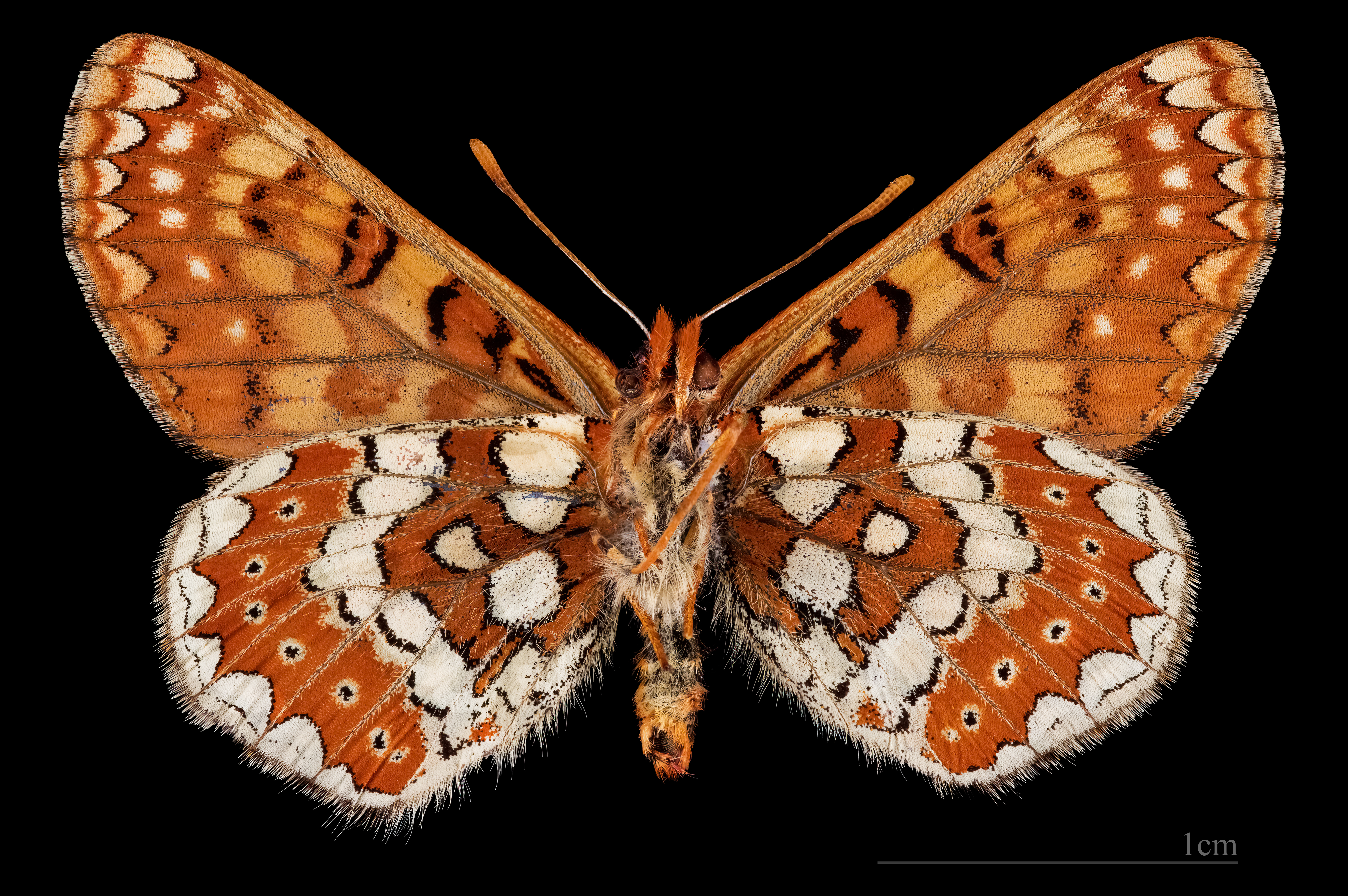
Euphydryas aurinia beckeri ♂  △
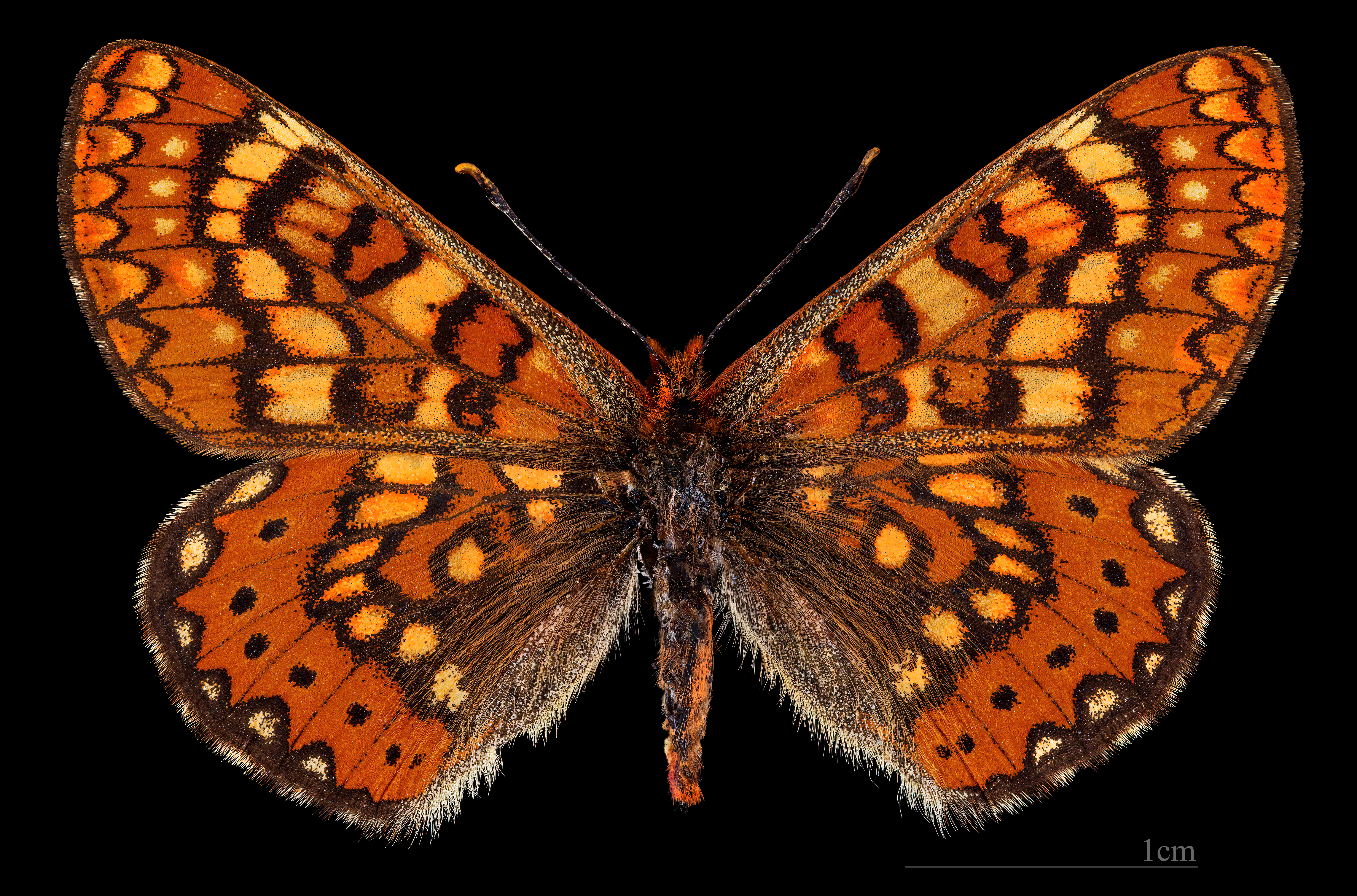
Euphydryas aurinia beckeri ♀
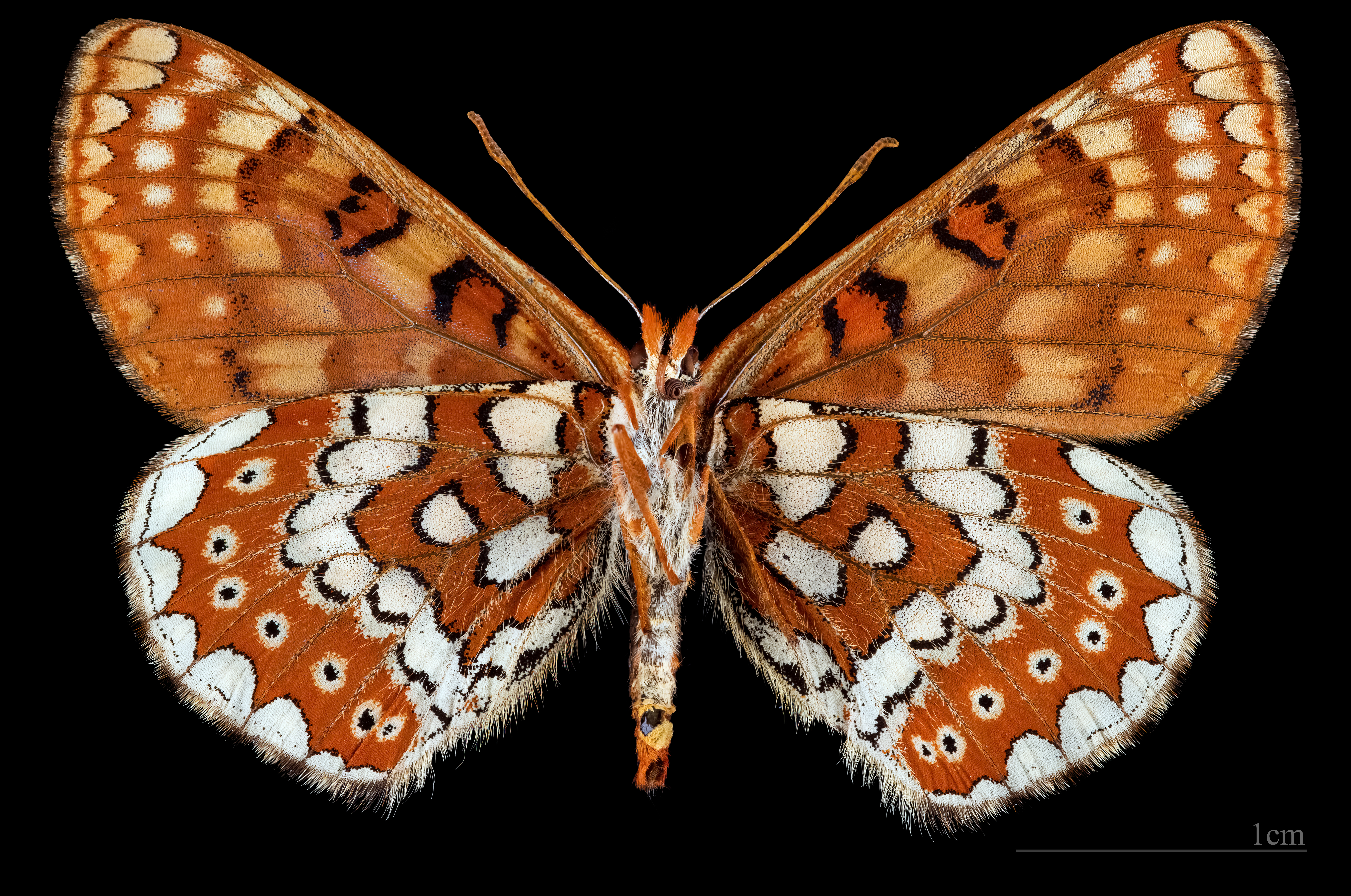
Euphydryas aurinia beckeri ♀ △

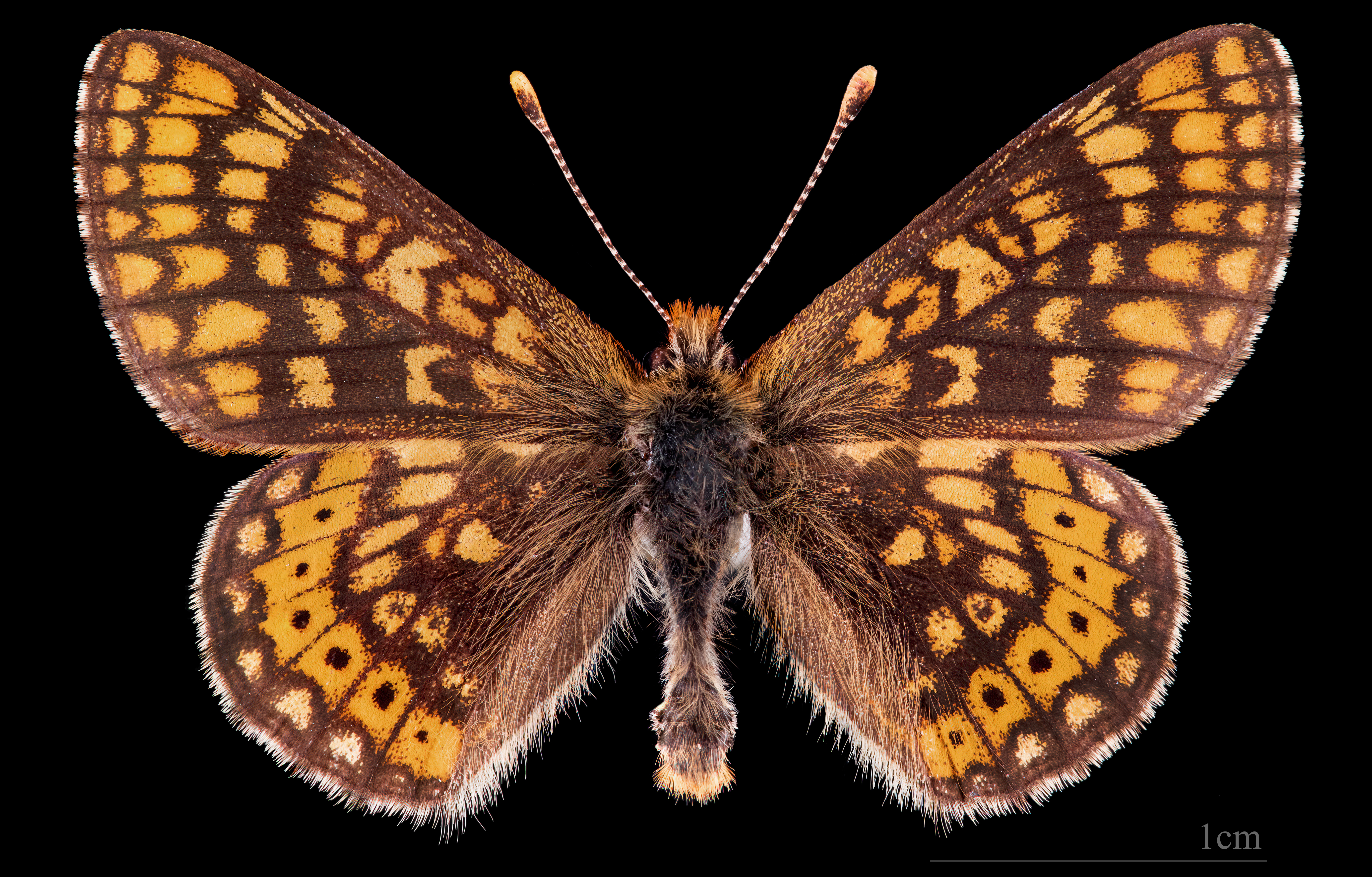
Euphydryas aurinia debilis ♂
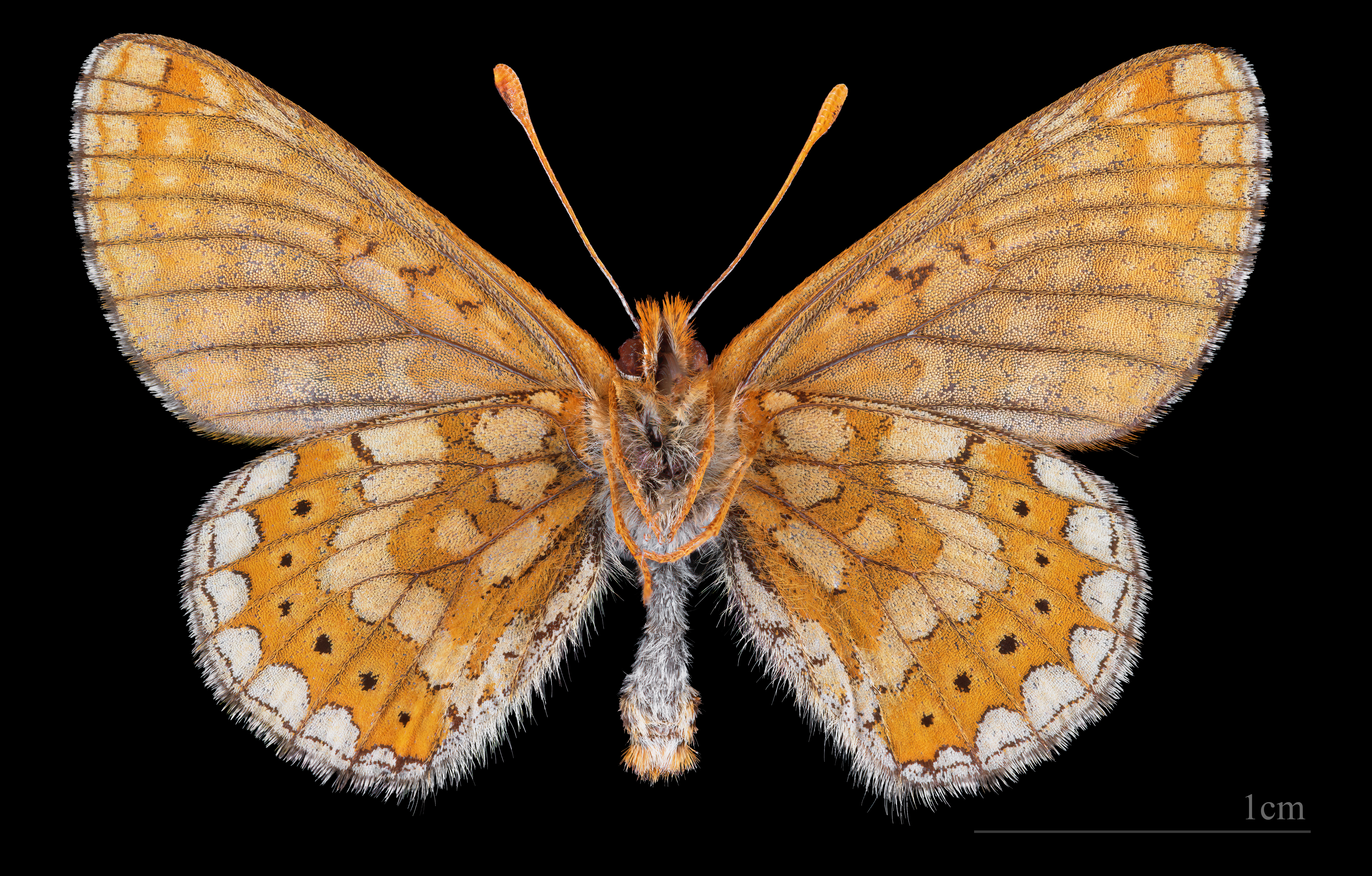
Euphydryas aurinia debilis ♂  △
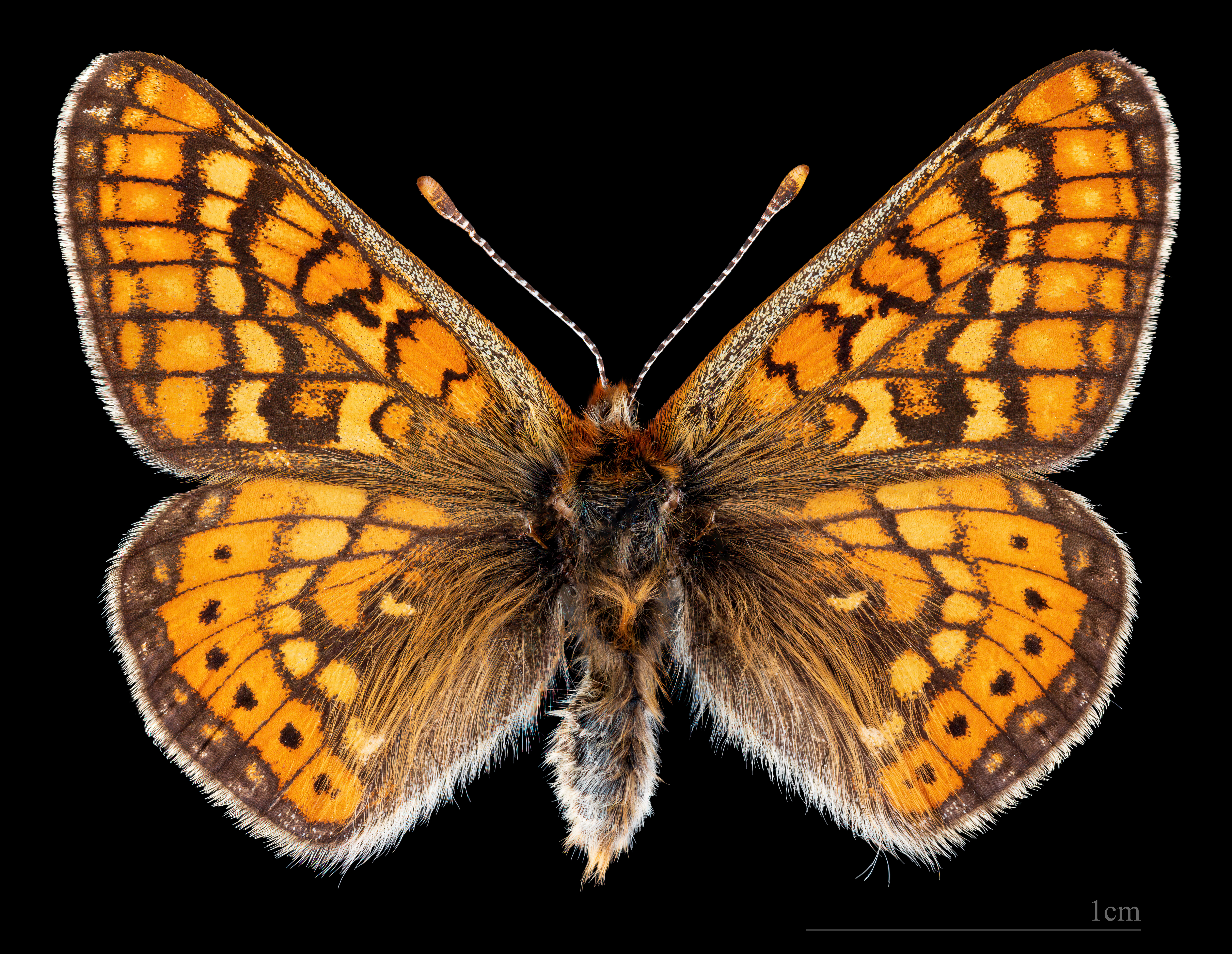
Euphydryas aurinia provincialis ♂
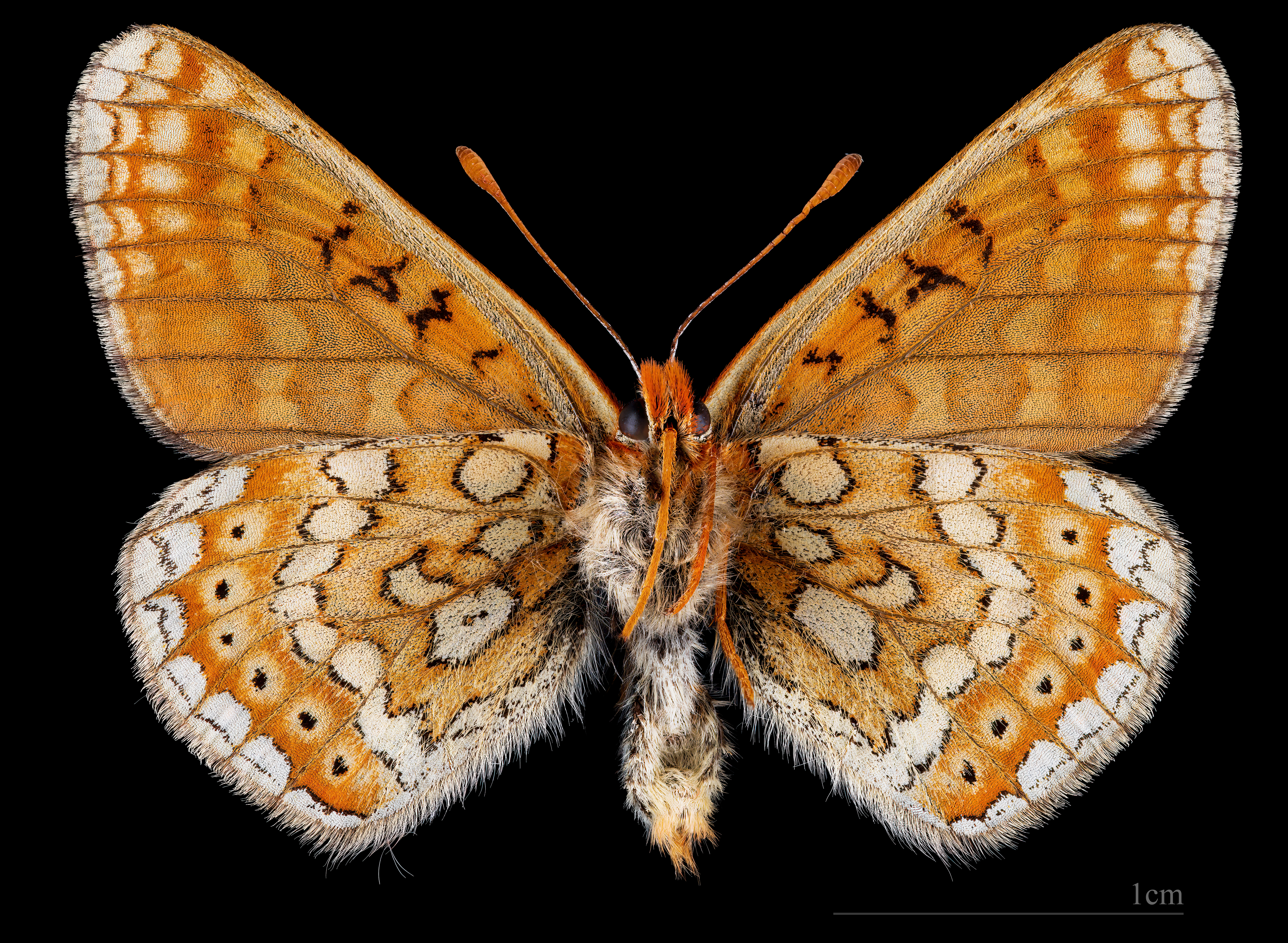
Euphydryas aurinia provincialis ♂ △